# Abbaye de Heggbach
L'abbaye de Heggbach est une abbaye située à Maselheim en Allemagne.